# 伊尔茨河谷内斯特尔巴赫
伊尔茨河谷内斯特尔巴赫（德語：Nestelbach im Ilztal）是奥地利施泰尔马克州菲尔斯滕费尔德县的一个市镇。总面积14.43平方公里，总人口1148人，人口密度79.6人/平方公里（2001年）。